# بی‌کوی (امیرداغ)
بی‌کوی (به ترکی استانبولی: Beyköy) یک منطقهٔ مسکونی در ترکیه است که در امیرداغ واقع شده‌است.